# Metacatharsius perpunctatus
Metacatharsius perpunctatus är en skalbaggsart som beskrevs av Vladimir Balthasar 1965. Metacatharsius perpunctatus ingår i släktet Metacatharsius och familjen bladhorningar. Inga underarter finns listade i Catalogue of Life.